# Kanton Decize
Decize is een kanton van het Franse departement Nièvre. Het kanton maakt deel uit van het arrondissement Nevers.

## Gemeenten
Het kanton Decize omvatte tot 2014 de volgende 7 gemeenten:
- Avril-sur-Loire
- Champvert
- Decize (hoofdplaats)
- Devay
- Fleury-sur-Loire
- Saint-Germain-Chassenay
- Verneuil

Na de herindeling van de kantons bij decreet van 18 februari 2014, met uitwerking op 22 maart 2015, zijn dat de volgende gemeenten: 
- Champvert
- Cossaye
- Decize
- Devay
- Lamenay-sur-Loire
- Lucenay-lès-Aix
- Saint-Germain-Chassenay
- Saint-Léger-des-Vignes
- Verneuil